# Tanimachi Kyūchōme (metropolitana di Osaka)
Tanimachi Kyūchōme (谷町九丁目駅?, Tanimachi Kyūchōme-eki) è una stazione della Metropolitana di Osaka situata nell'area centrale della città, lungo la strada Tanimachi. La stazione offre l'interscambio fra le linee Tanimachi e Nagahori Tsurumi-ryokuchi. La stazione è collegata a quella di Ōsaka Uehommachi delle Ferrovie Kintetsu.

## Stazioni adiacenti
| «                   | Servizio        | »                        |
| Linea Tanimachi     | Linea Tanimachi | Linea Tanimachi          |
| ------------------- | --------------- | ------------------------ |
| Tanimachi Rokuchōme | Locale          | Shitennōji-mae Yūhigaoka |
| Linea Sennichimae   |                 |                          |
| Nippombashi         | Locale          | Tsuruhashi               |